# Gato (dança)

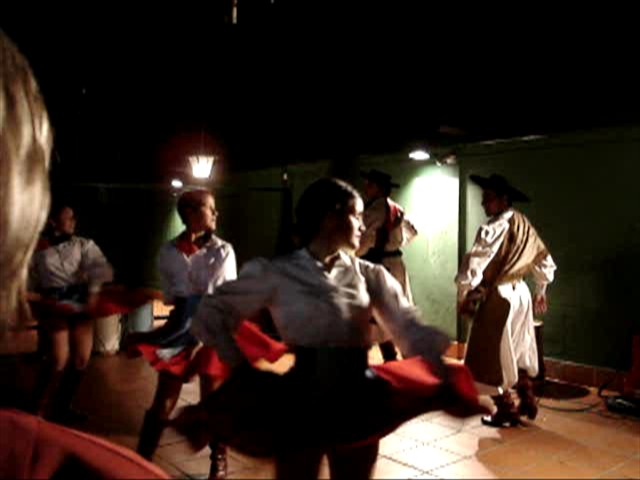
Folklore dance: Gato. Argentina. Gaucho.

O gato é uma música e dança do folclore argentino. É uma dança de pares de ritmo rápido, que compartilha características comuns com outros tipos de danças folclóricas da Argentina, tanto musicalmente quanto em termos coreografia. Há gatos com letra e sem letra, que tradicionalmente podem ser em espanhol , em quíchua ou mesmo bilíngue.
O gato é uma alegre dança crioula que se dança na Argentina antes de 1820 e que possivelmente chegou ao Peru. Representa um discreto jogo amoroso onde o cavalheiro simula cortejar a dama e tratar de conquista-la, perseguindo-a; luz para ela as melhores mudanças de suas sapatos, realizando incríveis piruetas até obter sua resposta na coroação final. Esta dança pode ser dançada por um ou dois pares e foi,  sem sombra de dúvidas, a mais popular dos bailes da planície.
1. ↑  «Gato». www.folkloredelnorte.com.ar. Consultado em 26 de agosto de 2024